# Лечение (фильм, 1917)
«Лечение» (англ. The Cure, другое название — The Water Cure) — американский короткометражный немой художественный фильм, классическая кинокомедия Чарли Чаплина. Премьера состоялась 16 апреля 1917 года.

## Сюжет
К целебному минеральному источнику приезжает лечиться состоятельный пьяница (Чарли Чаплин). Однако местной воде он не доверяет, предпочитая ей содержимое привезённого с собой чемодана-бара, из-за чего постоянно пребывает под здоровой мухой. Он не слишком старается скрыть содержимое своего чемодана, и о его секрете узнаёт пожилой коридорный (Джеймс Т. Келли), который начинает пользоваться его запасами спиртного.
Служитель (Альберт Остин) пытается объяснить пьянице пользу минеральной воды, но тот предпочитает флиртовать с сидящей рядом медсестрой. Когда же он всё-таки выпивает глоток целительной воды, то немедленно бросается в свою комнату, чтобы запить «лечение» ликёром. В комнате он обнаруживает пьяного коридорного и вышвыривает его из номера.
В это время в холле к одной из курортниц (Эдна Пёрвиэнс) начинает приставать внушительного и свирепого вида мужчина, больной подагрой (Эрик Кэмпбелл). Девушка пугается, подагрик начинает с ней заигрывать. В это время из своего номера спускается пьяница и тоже усаживается в холле. Между ним и подагриком завязывается конфликт, из которого пьяница выходит победителем. Менеджер успокаивает пострадавшего подагрика, уводит пьяницу на массаж, а сам отправляется в его комнату. Там вновь обнаруживается совершенно пьяный коридорный. Разъярённый менеджер вызывает служителя, чтобы тот уволок коридорного, но служитель тоже оказывается порядочно пьян. Менеджер, обнаруживший спиртное в чемодане, приказывает служителю вышвырнуть эту гадость. Служитель, не задумываясь, выбрасывает бутылки в окно, и они летят прямо в источник.
В это время пьяница наблюдает за тем, как массажист (Генри Бергман) с повадками борца «разделывается» с очередным отдыхающим. Выглядит это жутко, и пьяница вовсе не желает попасть массажисту под руку. Он всячески ускользает от процедуры и, в конце концов, выскакивает из массажной и идёт в свой номер.
В холле пансионата буянят отдыхающие, успевшие нахлебаться из источника воды, щедро разбавленной спиртным. Трезвыми оказываются только пьяница и девушка. Она, не понимая причин происходящего, предлагает ему всё-таки попробовать «лечебной» воды — ради неё. Пьяница с неохотой соглашается, пробует, узнаёт вкус, берёт кувшин и щедро зачерпывает из источника. Девушка радуется, но почему-то пьяница хмелеет прямо у неё на глазах.
На следующее утро пьяница выходит из номера, держа под шляпой огромный кусок льда. Он с трудом держится на ногах, и когда служитель вывозит из дверей кресло-каталку со страдающим от похмелья подагриком, требующим отвезти его к источнику, пьяница ненароком сталкивает его кресло с лестницы и через секунду подагрик вылетает из кресла и ныряет в источник вниз головой.

## В ролях
- Чарли Чаплин — пьяница
- Эдна Пёрвиэнс — девушка
- Эрик Кемпбелл — подагрик
- Генри Бергман — массажист
- Джон Рэнд — банщик / портье
- Джеймс Т. Келли — бородатый коридорный
- Фрэнк Коулмэн — менеджер санатория

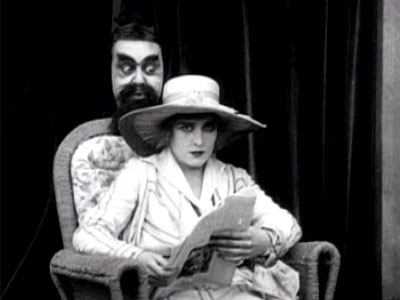
Эрик Кэмпбелл и Эдна Первиэнс

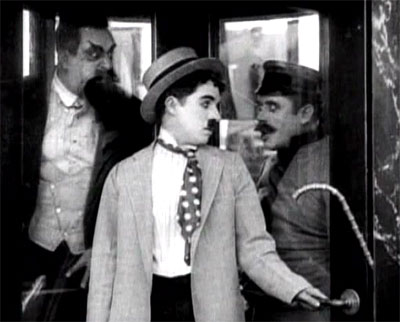
Эрик Кэмпбелл, Чарли Чаплин и Джон Рэнд

- Альберт Остин — служитель
- Леота Брайан — медсестра

## Работа над фильмом
Сохранились некоторые рабочие дубли фильма, показанные в британском телефильме «Неизвестный Чаплин» (1983), по которым можно приблизительно восстановить развитие Чаплином первоначальной идеи.

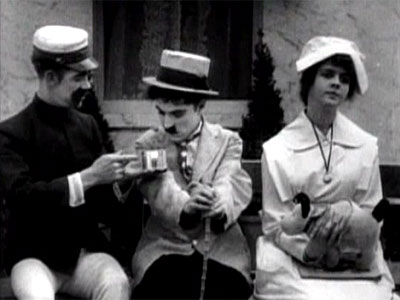
Альберт Остин, Чарли Чаплин и Леота Брайан

Чаплин начинает работу над фильмом без сценария, придумывая экранные события и трюки прямо по ходу съёмок. Единственное, что не подлежит изменению — то, что действие происходит на курорте с лечебным источником. Чаплин планирует сначала сыграть мелкого служащего курорта, который помогает больным. Первые придуманные им трюки завязаны на инвалидных колясках, которые вечно едут не туда, сталкиваются друг с другом и с курортниками. Одним из пострадавших становится подагрик в исполнении Эрика Кэмпбелла.
Наиболее значительным из снятых на этом этапе эпизодов оказывается сцена, в которой множество колясок встречаются в холле и образуют затор, а Чаплин в мундире коридорного играет роль полицейского-регулировщика, который «разруливает» пробку. Сцена в фильм не вошла, однако в ней впервые появился комический образ старичка-коридорного (роль Джеймса Т. Келли).
Затем Чаплин пробует перенести действие во двор, где находится целебный источник. Актёру Джону Рэнду поручается эпизодическая роль подвыпившего постояльца, который должен пройти рядом с источником, едва в него не свалившись. Роль кажется Чаплину выигрышной, он забирает её себе и делает основной в фильме.

## Релиз на видео
В 2001 году в России фильм выпущен с русскими субтитрами студией «Интеракт» и компанией «Видеочас» на видеокассетах VHS под названием «Исцеление» вместе с фильмом «Лёгкая улица», и на DVD вместе с тем же короткометражным фильмом и полнометражным — «Цирк».